# Polly Borland
Polly Borland (nascuda el 1959) és una fotògrafa australiana que va viure a Anglaterra de 1989 a 2011 i ara viu a Los Angeles, Estats Units. És coneguda tant pels seus retrats editorials, com pel seu treball com a artista fotogràfica.

## Biografia
Borland va néixer a Melbourne on el seu pare li va regalar una càmera amb lents Nikkor quan tenia 16 anys. Es va graduar al Prahran College el 1983, on va descobrir Diane Arbus, Weegee i Larry Clark, els quals van influir en el seu treball. Quan va sortir de l'escola d'art, es va convertir en fotògrafa de retrats, contribuint a l'edició australiana de Vogue. El 1989 es va traslladar al Regne Unit on es va especialitzar en retrats estilitzats i fotografia de reportatge. El seu treball ha aparegut en diaris i revistes d'arreu del món.
S'han publicat diversos llibres i s'han realitzat diverses exposicions sobre la seva obra. L'any 2001, la seva primera sèrie The Babies va examinar la manera com els homes poden gaudir de disfressar-se de nadons, amb un assaig de Susan Sontag, </link> i la introducció de Mark Holborn. El 2008, va produir Bunny, una col·lecció de fotografies sobre l'actriu anglesa Gwendoline Christie. Bunny també inclou un conte de fades escrit per Will Self i un poema de Nick Cave. Smudge (2011) presenta representacions abstractes de tres dels seus amics que utilitza com a models; el músic Nick Cave, el fotògraf Mark Vessey i el dissenyador de moda Sherald Lambden. Tots tres apareixen mig nus, amb les cares enfosquides, amb mitges corporals, malles, perruques i altres objectes de roba fantàstics. El febrer de 2013 es va estrenar el documental Polly Borland - Polymorphous.
Borland va ser guardonada amb una beca d'honor de la Royal Photographic Society el 2002.
Polly Borland i el seu marit, el director John Hillcoat, viuen a Los Angeles, Califòrnia.

## Obres o publicacions

### Llibres
- Borland, Polly. Polly Borland: Australians.  National Portrait Gallery, 2000. ISBN 9781855142824.
- Borland, Polly. The Babies.  powerHouse Books, 2000. ISBN 978-1-57687-083-9.
- Holborn, Mark. Bunny.  Harry N. Abrams, 2008. ISBN 978-1-904212-23-2.
- Andreu, Ignacio. Smudge: Polly Borland: exposition, Gloria, Madrid, 2 Diciembre 2010 - 2 Abril 2011.  Actar, 2011. ISBN 978-84-92861-59-0.
- Martin-Chew, Louise. Polly Borland: Everything I Want to be when I Grow Up.  University of Queensland Art Museum, 2012. ISBN 978-1-74272-048-7.
- Borland, Polly. YOU.  Perimeter Editions, 2013. ISBN 978-0-9873530-3-0. Arxivat 2016-03-01 a Wayback Machine.
- Borland, Polly. Morph (en anglès).  Melbourne, Australia: Perimeter Editions, 2018. ISBN 978-0-6482628-6-2.

### Articles
- Borland, Polly Granta, 70, Summer 2000, pàg. 231–262.

### Filmografia
- Polly Borland - Polimorfa
- MOCAtv - IO Echo "Berlin, It's All A Mess" Directors John Hillcoat i Polly Borland

## Exposicions i obres destacades
- 1984: Polly Borland, George Paton Gallery, Melbourne
- 1999: The Babies, Meltdown Festival de 1999 comissariat per Nick Cave, Southbank, Londres
- 1999: un dels sis fotògrafs australians exposats a "Glossy: Faces Magazines Now" a la National Portrait Gallery, Canberra[7]
- 2000: Australians, National Portrait Gallery, Londres
- 2001: Australians, National Portrait Gallery, Canberra
- 2001: Australians, Monash Gallery of Art, Melbourne
- 2002 The Babies, Anna Schwartz Gallery, Melbourne
- 2008: Bunny, Murray White Room, Melbourne; amb Gwendoline Christie
- 2008: Bunny, Michael Hoppen Gallery, Londres; amb Gwendoline Christie
- 2010: Smudge, Murray White Room, Melbourne
- 2011: Smudge, AB Gloria, Madrid
- 2011: Smudge, Other Criteria, Londres
- 2011: Smudge, Paul Kasmin Gallery, Nova York
- 2012: Tot el que vull ser quan sigui gran, Museu d'Art de la Universitat de Queensland, Queensland
- 2012: Pupa, Murray White Room, Melbourne
- 2013: YOU, Paul Kasmin Gallery, Nova York
- 2014: Wonky, The Australian Centre of Photography, Melbourne
- 2014: YOU, Murray White Room, Melbourne

L'obra de Borland també s'ha exposat a l'Australian Centre for Photograph, Sydney; The Auckland Triennial, Auckland; GASK, Galeria de la Regió de Bohèmia Central, República Txeca; la Scottish National Portrait Gallery, Edimburg; l'Institut d'Art Modern, Brisbane; MONA, Tasmània i la Galeria d'Art NSW.
El retrat de Borland de la reina Isabel II, el va encarregar el palau de Buckingham per commemorar el seu jubileu d'or l'any 2002, és inusual per la seva brillantor i la seva íntima proximitat a Sa Majestat. Es va exposar a la National Portrait Gallery de Londres i al castell de Windsor.
La seva obra "Monster Theatres" s'inclou en la Biennal d'Art d'Austràlia d'Adelaide el març de 2020 a la Art Gallery of South Australia.

## Premis i nominacions

### Premis de la Música ARIA
La ARIA Music Awards és un premi anual que reconeix l'excel·lència, la innovació i èxits en tots els gèneres de la Australian music. Es va iniciar l'any 1987. 
| 1996 | Polly Borland and John Hillcoat for "Sit on My Hands" by Frente! | Best Video | Nominat | [ 12 ] |